# Мартинополи
Мартинополи (порт. Martinópole) — муниципалитет в Бразилии, входит в штат Сеара. Составная часть мезорегиона Северо-запад штата Сеара. Входит в экономико-статистический микрорегион Литорал-ди-Камосин-и-Акарау. Население составляет 10 195 человек на 2006 год. Занимает площадь 298,948 км². Плотность населения — 34,1 чел./км².

## История
Город основан 26 марта 1957 года.

## Статистика
- Валовой внутренний продукт на 2003 составляет 14.210.220,00 реалов (данные: Бразильский институт географии и статистики).
- Валовой внутренний продукт на душу населения на 2003 составляет 1.501,50 реалов (данные: Бразильский институт географии и статистики).
- Индекс развития человеческого потенциала на 2000 составляет 0,583 (данные: Программа развития ООН).